# Moonfall
A Moonfall egy holdon játszódó kereskedő-, harci szimulátor videójáték, ami Jukka Tapanimäki koncepciójára épül. A The Devil fejlesztő csapatból Ian Walkley programozta, a grafikáért Mike Wiliams volt a felelős. 1991-ben a 21st Century Entertainment adta ki. Az alapötlet és a vektorhálós grafika nem az ő találmányuk, az Elite nevű játékban már találkozhattunk ezzel a megjelenítéssel és játékmenettel.
A játékot Amiga, Atari ST és Commodore 64 platformokon adták ki és 24,99£-ért árusították.

## Háttértörténet
2052-ben, a Dedalus I, az első emberek által épített csillaghajó elindult egy kis piros csillag felé a Wolf 359-re, a Sol rendszerbe körülbelül 8,1 fényévnyire. Több nemzedékkel később az emberi csillagkutatás úttörője megérkezett a céljához. De megérkezéskor nem találták meg a céljukat. Amíg a Dedalus I úton volt, egy idegen létforma elpusztította a nap körül keringő bolygókat az ásványikért. Az egyetlen lakható égitest egy kicsi hold volt, ami anno keringett, egy mostanra már nem létező bolygó körül. A holdra szálláskor felfedezték, hogy már különböző idegen létformák telepei megtalálhatóak a holdon. A Dedalus I legénységének nem volt választása, maradniuk kellett.

## Játékmenet
A Moonfallban egy emberi gyarmatosítót személyesítünk meg. Ellátnak minket egy X-Terminus osztályú teherhajóval és 120 Lunáriummal (Ez a hivatalos pénznem). Minden induláskor a Moonbase 3 bejárata előtt lebegünk. Ide kell beszállnunk, és a terminálba belépve betölteni a kimentett játékunkat, vagy elkezdenünk új pályafutásunkat.
A játékban egy holdon kell kereskednünk a bázisok közt az árunkat megvédve a kalózoktól. Illetve később akár mi is kalóznak állhatunk. Ezen felül küldetéseket lehet vállalni és ezeket teljesítve pénzre vagy felszerelésre szert tenni. Minden küldetés egy bizonyos harci besorolás elérése után érhető el. A bázisokat meg lehet vásárolni, ettől kezdve bizonyos időközönként a kereskedelmi haszonból mi részesülünk. Ez alól csak az Emberi Bázisok a kivételek. A játék célja megvásárolni az összes bázist, és a hold teljhatalmú urává válni, de a játéknak tulajdonképp ekkor sincs vége.
Öt fajta bázis létezik a holdon:
Moonbase – Holdbázis
Remus Base – Remus Bázis
Factory – Gyár
Powerplant – Erőmű
Human Colony – Emberi telep
Az emberi telepek alap esetben nem láthatóak a térképen. Ezek koordinátáit kérdezősködés útján szerezhetjük meg, vagy véletlenül rájuk bukkanhatunk. Illetve a 2. küldetés teljesítése után láthatjuk majd őket a térképen is. Többségük elektronikus vihar közepén helyezkedik el, ahol a műszereink (Pl.: radar) nem működnek és így nem is tudnak segíteni minket. A térkép koordinátái mind X, mind Y irányban 0-2559-ig terjednek, a határvonalnál váltanak. (Merthogy holdon játszódik a játék)
A játék kezdetekor minden esetben a Moonbase 3 leszálló kapujánál lebegünk. A játék elmentett állását is csak akkor tudjuk betölteni, ha bedokkolunk.

### Irányítás
Hajónkat a joystick segítségével irányíthatjuk.
- Joy Fel: A hajó süllyed
- Joy Le: A hajó emelkedik
- Joy Jobbra-balra: A hajó jobbra-balra fordul vertikálisan.

A bázison pedig értelemszerű a közlekedés.
- Jobb Shift/Space: Gázadás (Amiga/C64)
- Jobb Alt/C=: Lassítás (Amiga/C64)
- Return/<-: Booster (Amiga/C64)
- Kurzor fel/F1: Előre nézés (Amiga/C64)
- Kurzor jobbra/F3: Jobbra nézés (Amiga/C64)
- Kurzor balra/F5: Balra Nézés (Amiga/C64)
- Kurzor le/F7: Hátranézet (Amiga/C64)

A nézetek az űrhajóban és a bázison belül is működik.
- Return: Részletes grafika ki-be. (csak C64)
- S: Státusz képernyő

Itt láthatjuk, hogy hány bázist birtoklunk, hogy milyen a harci besorolásunk, illetve, hogy milyen extra felszerelésekkel van felszerelve a hajónk.
- Z: Missile (rakéta) aktiválása-inaktiválása.
- X: Mine (akna) aktiválása-inaktiválása.
- C: Stunner (bénító) aktiválása-inaktiválása.
- V: Bait Droid (csali robot) aktiválása-inaktiválása.
- B: Lézer és plazma fegyver közti váltás.
- N: Navigation Computer (Navigációs komputer)

A térképünk. C64-en 1-8 gombok lenyomásával, Amigán a "," és "." gombok nyomogatásával közelíthetünk-távolíthatunk a térképen.
3 mód közül választhatunk még itt a M/CTRL (Amiga/C64) gomb lenyomásával.
Normal: Normál megjelenítés, a joystickel a hajót irányíthatjuk tovább.
Status: A már megvásárolt városainkat, villogtatva mutatja a térképen.
Data: A városok nevét kapjuk meg a két vonal metszéspontjánál.
- M: Multi/Hi-res grafika váltása. (Csak C64)
- I: Invertory (raktér)

Itt tudjuk ellenőrizni rakterünk tartalmát, melynek kapacitása 200 tonna.
- ESC/Q: Játék újrakezdése (! Nagy Q !) (Amiga/C64)
- P: Pause Játék szüneteltetése.
- -: Normál nézet, nincs közelítés (Csak C64)
- +: Kétszeres közelítés. (Csak C64)

### Menüpontok
A bázisokon landolás után, közvetlenül velünk szemben helyezkedik el a kereskedelmi terminál. Ebbe belépve az alábbi menüpontok jelennek meg: (A menüpontok közt a joystickkel mozoghatunk, a tűzgomb megnyomásával beléphetünk.)
1. Exit
Kiléphetünk a terminálból. Ezután vagy körülnézhetünk a bázison (Ha az adott bázison ez lehetséges), vagy a tűzgomb megnyomásával elhagyhatjuk a bázist és felszállhatunk.
2. Buy
Itt vásárolhatjuk meg az árukat magunknak. A joystickkel jobbra-balra mozogva a felső pontok közül, le-fel az árucikkek közt tudunk válogatni. Felül megnézhetjük a rakterünk tartalmát (Invertory), illetve átléphetünk a másik oldalra (Page 1-2). Ehhez a tűzgombot használjuk. Áruvásárláskor, az árura a joystickkel ráállunk, majd beütjük a megvásárolni kívánt mennyiséget és a "Return" megnyomásával jóváhagyjuk. Ha van elegendő mennyiség illetve pénz nálunk, akkor az üzlet létrejött.
3. Sell
A rakterünk tartalmát tudjuk itt eladni ugyanúgy mint a vásárlásnál.
4. Equip
Felszerelések vásárlása. Szintén úgy működik mint az áru vásárlás menü.
5. Information
Itt megtudhatjuk, hogy mennyibe kerül az állomás. Ha van elég pénzünk és szeretnénk megvehetjük. Saját bázisainkon itt tudjuk felvenni a kereskedések utáni jutalékunkat.
Itt kaphatunk küldetéseket, de ezeket általában nem a főterminálon keresztül, hanem a bázison található egyéb terminálok egyikén tudjuk elvállalni.
6. Clone
A játék betöltését és elmentését tudjuk itt végezni. Alap esetben a Load Töltés funkció működik. Ezt a Joy jobbra mozgatása és a tűzgomb megnyomása után már át is állítottuk Save Mentés -re. A programnak egy üres, a játék által formázott lemezre van szüksége a mentéshez.
Ezek után az F1-F10 megnyomásával tudjuk az adott játékállást betölteni/kimenteni (Amiga).
| Áruk listája |
| ------------ |
| Plankton     |
| Greenery     |
| Dustworms    |
| Ant Farm     |
| Spices       |
| Water        |
| Oxygen       |
| Crystals     |
| Generators   |
| Chemicals    |
| Polymers     |
| Components   |
| Robots       |
| Translators  |
| Exotic Pets  |
| Leisure Kit  |
| Antiques     |
| Scientist    |

### Felszerelések
Fuel: Üzemanyag 2,50 Lunarium.
Normál üzemanyag. Ha nem váltunk át "Boost"-ra, ezt használjuk. A bázisok, hajók, hernyók közelében nem tudunk átváltani. Ilyenkor mindig ezt használjuk.
Booster Fuel: Nukleáris üzemanyag 5,00 Lunárium.
"Boost"-ra átkapcsolva a gépünk gyorsabb lesz és ilyenkor ezt az üzemanyagot égetjük el.
Missile: Rakéta 70 Lunárium.
Rakétából egyszerre 4 darab lehet nálunk. A játékot 2 darab rakétával kezdjük. Aktiválás után a célkeresztbe befogjuk ellenfelünket és ezután a tűzgomb megnyomására elindul a rakétánk. Aktiválni a Z megnyomásával lehet. Az ellenséges hajó függvénye, hogy hány darab rakétával tudjuk kilőni. Ha használat előtt legyengítjük az ellenséges hajó pajzsát akkor csak a kegyelemdöfésként kell elindítani.
Mine: Akna 150 Lunárium.
Maximum 3 darab lehet nálunk egyszerre. A játék kezdetekor 1 darab már van nálunk. Aktiválás után annyi a dolgunk, hogy a tűzgomb megnyomásával kidobjuk. Aktiválni az X megnyomásával tudjuk. Az aknát mindig a hajó mögé potyogtatjuk ki. A minket követő hajó ha neki megy akkor meglepetésben részesül. A saját fel nem robbant aknáinkat összeszedhetjük ugyanúgy, mint az árukonténereket. Arra vigyázzunk, hogy a menekülő kalózok is aknákat dobálnak ki.
Stuner: Bénító 500 Lunárium.
Maximum 2 darab lehet nálunk egyszerre. Aktiválni a C megnyomásával tudjuk. Megbénítja ellenfelünket és indulhat a galamblövészet.
Bait Droid: Csali robot 1200 Lunárium.
Maximum 1 darab lehet egyszerre a hajónkon. Kilőve körbe-körbe repked és összezavarja az ellenséges hajókat. Aktiválni a V megnyomásával tudjuk. A csalirobotot kezdik kergetni helyettünk. Akkor célszerű használni ha túl sokan támadnak ránk.
Attractor: Csalogató 300 Lunárium.
Ez egy felszerelés, ezért egyet kell csak vennünk belőle. Ha szeretnénk összegyűjteni a hernyókat(Dustworm), akkor ezzel tudjuk őket a felszínre csalogatni. Ezután már csak be kell gyűjteni őket. Működése automatikus, ha a közelünkben van hernyó, akkor kibújik a felszínre.
Shield Unit: Pajzs 1500 Lunárium.
Maximum 3 darabot vehetünk, hajónk alapfelszereltségéhez tartozik 1 pajzs. A pajzs a harcok végeztével szép lassan újratöltődik. Egy új pajzs vásárlásakor azonnal aktív, de felszállás után még fel kell töltődjön.
Solar Cell: Napelem 2500 Lunárium.
Felszerelésével a nappali repkedéseink során mindkét üzemanyag fogyasztásunk az ötödére csökken.
Right Laser: Jobb oldali lézer 3000 Lunárium.
Hajónk jobb oldalára is szerelnek egy lézerágyút.
Left Laser: Bal oldali lézer 3000 Lunárium.
Hajónk bal oldalára is szerelnek egy lézerágyút.
Rear Laser: Hátsó lézer 5000 Lunárium.
Mily meglepő, de ezt a gépünk hátuljára szerelik.
A lézerek használat közben folyamatosan kifogynak. Ha nem használjuk akkor újratöltődnek mint a pajzsok.
Plasma Gun: Plazma ágyú 9950 Lunárium.
Egyet szereltethetünk a hajónkra, melyet előre szerelnek fel. A B megnyomásával váltogathatunk a normál/plazma közt. A plazma ágyúnk ha kifogyott nem tölt újra, csak ha berepülünk egy elektromos viharba, de csak akkor tölt ha plazmára van állítva.

### Harci besorolás
Harci tudásunkért különböző besorolásokat kaphatunk attól függően, hogy hány kalózt likvidáltunk már. Itt kell megjegyezni, hogy a kalózok levadászásáért fejpénzt kapunk, amely 50-200 Lunariumig terjed. Ezen felül a már általuk zsákmányolt árut is összeszedhetjük, ha volt náluk. Ezeket pedig később eladhatjuk.

### Fejvadászat, Kalózkodás
A holdon ahol kereskedünk hamar rájövünk, hogy semmiféle rendfenntartó erő nincs jelen. Tehát saját magunknak kell megvédenünk magunkat. Ha már szert tudtunk tenni néhány plusz pajzsra, illetve felszereltük magunkat aknákkal, rakétákkal akkor indulhat a vadászás. Nem sok minden különbözteti meg a fejvadászatot és a kalózkodást. Elsősorban a célpontunk kiválasztása. Illetve a kereskedők nem támadnak ránk, csak miután mi rájuk támadtunk. A kalózok alapból támadnak. Különbség még, hogy a kalózokért fejpénz jár és még áru konténer is lehet náluk. Ezeket begyűjtve és eladva gyarapíthatjuk még vagyonunk. A játékban előre haladva a kalózoktól időnként kihulló konténerek egyre jobb cuccokat tartalmazhatnak. A kereskedőkért természetesen nem kapunk fejpénzt, viszont ők sokkal több árut szállítanak mint ami egy kalóznál lehet.

### A térkép jelölései
A navigációs térképen a különböző színes pöttyök jelölik a bázisokat, hajókat, konténereket. Ha közel vagyunk egyhez és rá közelítünk, akkor láthatjuk, hogy a bázisok vonzáskörzetét négyzetekkel jelölték. De még ezek színe is eltérhet.
| Fehér           | Moonbase, Powerplant, Human Colony             |
| Zöld            | Gyár                                           |
| Lila            | Remus Base                                     |
| Villogó piros   | Ellenséges hajó                                |
| Villogó zöld    | Kereskedő hajó                                 |
| Villogó narancs | Hernyó, akna, rakéta, áru konténer, csalirobot |

## Bázisok
| Bázisok                                        |
| ---------------------------------------------- |
| Moonbase 1 : 1025,1415 ; 1025,1425 ; 1015,1425 |
| Moonbase 2 : 2115,2405                         |
| Moonbase 3 : 2125,705 ; 2115,715               |
| Moonbase 4 : 605,2105 ; 615,210                |
| Moonbase 5 : 425,515 ; 415,515                 |
| Moonbase 6 : 915,165 ; 905,165                 |
| Moonbase 7 : 1365,1553                         |
| Moonbase 8 : 915,815 ; 915,805                 |
| Factory 1 : 205,1305                           |
| Factory 2 : 255,1555                           |
| Factory 3 : 605,1755                           |
| Factory 4 : 1505,1205                          |
| Factory 5 : 1605,1305                          |
| Factory 6 : 1455,205                           |
| Powerplant 1 : 905,1905                        |
| Powerplant 2 : 945,1845                        |
| PowerPlant 3 : 1405,805                        |
| PowerPlant 4 : 1805,2005                       |
| PowerPlant 5 : 2104,1305                       |
| Remus Base 1+2 : 1555,393 ; 1553,397           |
| Remus Base 3 : 305,1005                        |
| Remus Base 4 : 1105,1004                       |
| Remus Base 5 : 1405,2105                       |
| Remus Base 6 : 1645,205                        |
| Remus Base 7 : 2105,2405                       |
| Remus Base 8 : 2405,2355                       |
| Human Colony 1 : 605,1205                      |
| Human Colony 2 : 1804,901                      |
| Human Colony 3 : 1105,2305                     |

Azoknak a Holdbázisoknak amelyeknél több bejárat van, platformonként eltérhet. (A C64-es verziónál nem emlékszem a MB1-nél 3 bejáratra.) A fenti listában az Amiga verzió dokkoló kapuinak a listája található. De a fő bejáratok biztos, hogy egyeznek.

## Küldetések
Az alábbi leírásban az Amiga verzió küldetései szerepelnek.
- 1. Küldetés

Powerplant 2-ben kaphatjuk meg.
Feladatunk, átkísérni egy megsérült csillaghajót bármelyik Moonbase-re. Menet közben (mivel hajó van a közelünkben) a Boostot nem tudjuk használni. Célszerű akkor csinálni mikor már van Solar Cell-ünk, és nappal elindulni.
Jutalom: 1000 Lunáruim.
- 2. Küldetés

Human Colony 1-ben kapjuk.
A Dedalus II megérkezett a Földről. Feladatunk megfelelő leszállóhelyet keresni neki. A célkeresztünk alatt megjelenik egy számláló. Ha ez 90-et mutat, elindítjuk a módosított Bait Droidot. Visszamegyünk a bázisra és felvesszük a jutalmunkat.
Jutalom: Hajónk navigációs rendszerébe beszerelnek egy kütyüt, ettől kezdve látjuk a térképen az összes Human Colony-t.
A Human Colony-k megtalálása: Powerplant 5-ben megkapjuk Human Colony 2 koordinátáit, Human Colony 2-ben megadják Human Colony 3-ét, Human Colony 3-ban pedig Human Colony 1-ét.
- 3. Küldetés

Powerplant 5-ben, a Researc Labban kapjuk.
Az elektromos vihar kártékonyan hat az üzletükre. Ezért a feladatunk a vihart "elcsalogatni" innen. Menjünk innen északra a Moonbase 2-be. Innen tovább irányítanak minket Remus Base 8-hoz. Onnan pedig már csak vissza kell repülnünk Powerplant 5-höz felmarkolni a nagy suskát.
Jutalom: 5000 Lunárium.
- 4. Küldetés

Moonbase 1-ben kapjuk.
Egy tudós, név szerint A. Nietsnie űrhajóját baleset érte. Ő még megmenekült egy mentőkabinban. A feladatunk megkeresni a kabint és visszahozni ide. A kabint a térképen egy villogó sárga pötty jelzi.
Jutalom: 8000 Lunárium.
- 5. Küldetés

Moonbase 3-ban kapjuk meg a Research Labban.
Egy teherszállító lezuhant Moonbase 7-től Északkelet felé. Feladatunk, menjünk el a rakományáért. Villogó sárga pötty jelzi a térképen. Négy konténer vár ránk, darabonként 50 tonnásak. Tehát üres raktérrel érkezzünk.
Jutalom: A 200 tonna áru a miénk. Ott adhatjuk el, ahol a legtöbbet adják érte.
- 6. Küldetés

Moonbase 3-ban kapjuk meg a Roboform HQ-ban.
Egy nagyon veszélyes bűnöző látogatta meg kicsiny holdunkat ahol tengetjük napjaink. Feladatunk, hogy megkeressük és likvidáljuk. A térképen az egyik piros villogó pötty őt jelzi. Egy Avenger típusú hajóval garázdálkodik. Könnyű felismerni mert eddig ilyen hajóval nem találkoztunk, illetve támadó hajó ellenére 0 Lunárium jár a kilövéséért. Nagyon erős a pajzsa és mikor menekülőre fogja, még legalább 2 rakétánknak be kell találnia!
Jutalmunk: 10000 Lunárium.
- 7. Küldetés

Moonbase 3-ban kapjuk meg, amint az előző küldetésért járó jutalmat bevasaljuk.
Előbbi gazfickónk haverjai is megérkeztek kicsiny holdunkra. Szerencsére ők is Avengerekkel. Őket nem kell keresgetni már, mindhárman délkeleti irányból érkeznek és minket akarnak. Érdemes egy bázis közelében összefutni velük, hogy a rakétáinkat tudjuk pótolni.
Jutalom: 15000 Lunárium.
- 8. Küldetés

Moonbase 2-ben kapjuk.
Egy titkos dokumentumot kell eljuttatnunk Factory 6-ba és ott leadni a Research Lab-ban. Ott ezt megköszönik és egyéb dolgunk sincs mint visszarepülni a jutalmunkért.
Jutalom: 25000 Lunárium.
- 9. Küldetés

Remus Base 1-ben kapjuk.
Kobayashi tábornok titkos tárgyalásra hivatalos a Moonbase 1-ben. A három hajóból álló konvoj Moonbase 2-ből indul. A feladatunk felszámolni a konvojt. A tábornok menekülő hajójához szükségünk lesz még legalább 2 rakétára, úgyhogy spóroljunk vele.
Jutalom: 50000 Lunárium.
- 10. Küldetés

Moonbase 5-ben kapjuk.
A holdunkra egy négy hajóból álló inváziós flotta érkezett. Sorra foglalják el a bázisokat. Legnagyobb "szerencsénkre" ezek a hajók a legerősebbek, akikkel össze tudunk akadni. A menekülésük megkezdése után még 3 rakéta kell nekik, hogy az örök vadászűrmezőkre távozzanak. A másik jó a jelenlétükben, hogy az általuk elfoglalt bázisokon nem tudjuk feltölteni a készleteinket addig míg bármelyikük is él.
Jutalom: 150000 Lunárium. (Azért ez már nem olyan rossz)

## Tippek
- A Bázisokra a legegyszerűbben úgy tudunk bedokkolni, ha nem túl nagy sebességgel (kb. negyed gázzal) repülünk a villogó négyszög felé és folyamatosan toljuk előre a joy-t. Ha túl nagy sebességgel repülünk akkor túlszállunk rajta.
- Harc közben érdemes megállni. A támadó hajók is meg fognak állni, egy magasságba "lifteznek" velünk és csak utána kezdenek el tüzelni. Folyamatosan, lassan emelkedjünk és úgy lőjük az ellenfelet. Ha jól csináljuk akkor mi még eltaláljuk, de ő követi az emelkedésünket és nem lő ránk. Így legyengítjük és hajótól függően, vagy még lézerrel, vagy rakétát ráindítva kilőhetjük. Ez a taktika főleg a küldetéseknél jöhet jól.
- Ha kalóz ránk támad érdemes kilőni. Ha nem tesszük utána elkezd minket "kergetni". Előbb-utóbb úgyis kénytelenek leszünk kilőni.
- Kalózkodáskor ha rálövünk a kereskedő hajóra, utána már ő is úgy viselkedik mint egy kalóz. Kivéve, hogy ha elmenekül utána nem akar bosszút állni.
- Kereskedni egy Holdbázis és egy Remus bázis közt, vagy egy Holdbázis és egy Emberi telep közt éri meg a legjobban.